# White Watson
Pour les articles homonymes, voir Watson.
White Watson, né à Sheffield (Yorkshire du sud) en 1760 et mort à Bakewell (Derbyshire) en 1835, est un pionnier de la géologie, sculpteur, tailleur de pierre, marbrier et marchand de minéraux anglais. 
Comme beaucoup de personnes cultivées de son temps, il était versé dans plusieurs domaines artistiques et scientifiques et fut écrivain, poète, chroniqueur, éducateur, botaniste et jardinier aussi bien que géologue et minéralogiste. Il remplissait systématiquement ses carnets de notes et de croquis de ses observations sur la géologie, les fossiles, les minéraux, la flore et la faune, et publia des articles et des catalogues de géologie peu nombreux mais importants et d'un grand retentissement. En tant qu'artiste il était bien connu localement pour ses silhouettes, exécutées sur papier ou en incrustations de marbre.

## Biographie

### 1760-1800
Watson est né à Whitely Wood Hall, Whiteley Woods près de Sheffield, le 10 avril 1760, de Samuel Watson, fabricant de meules de Baslow (Derbyshire) et de Martha White (du nom de laquelle dérive son inhabituel prénom). Son arrière-grand-père, Samuel Watson, et son grand-père, qui s'appelait aussi Samuel Watson, avaient travaillé comme sculpteurs et tailleurs de pierre à la reconstruction de Chatsworth House de 1687 à 1706. Poursuivant la tradition familiale, White Watson travailla également, dans son âge mûr, pour le domaine de Chatsworth.

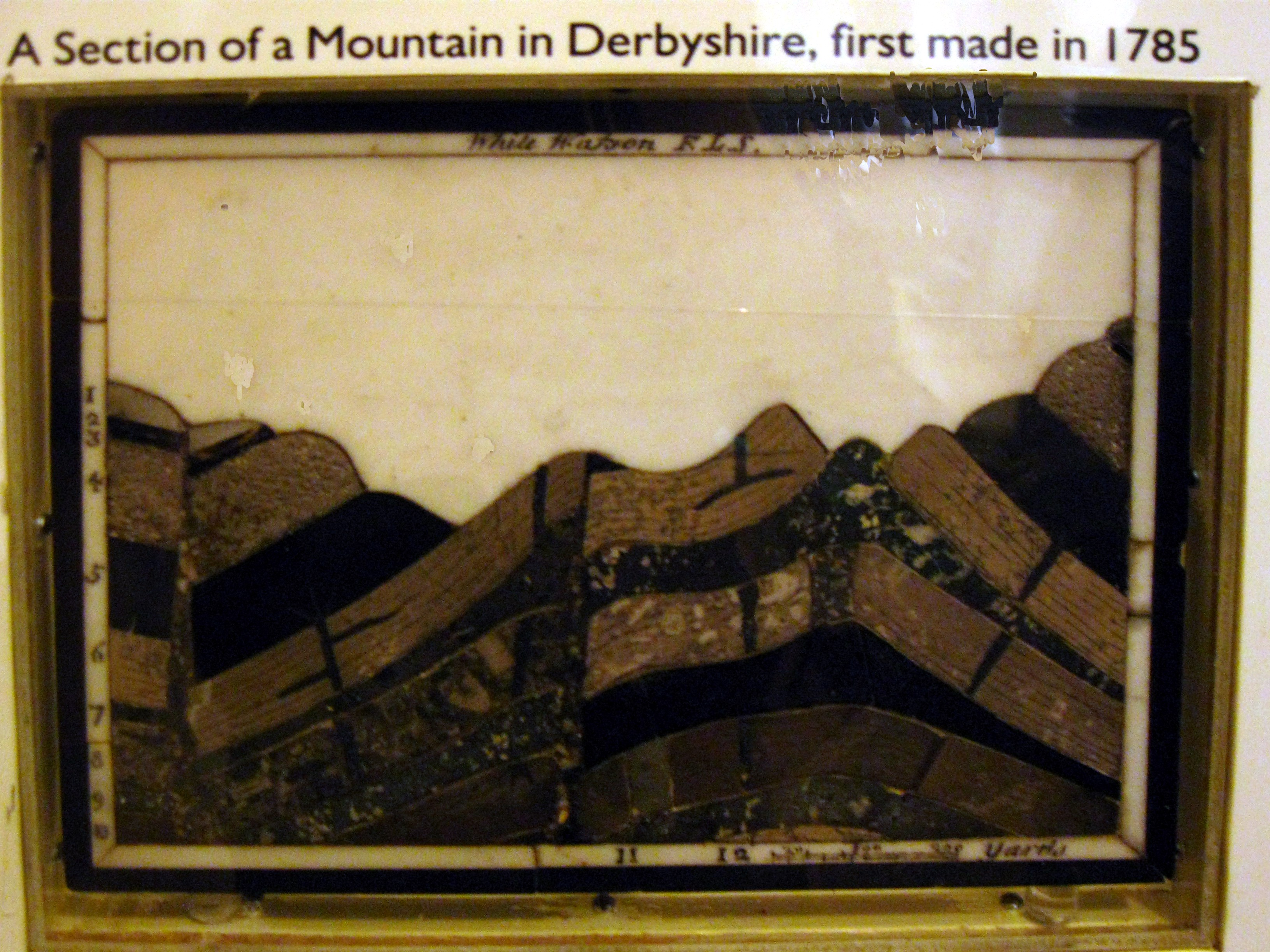
Une coupe géologique du Derbyshire faite de sections de roches, de White Watson (musée de Derby).

Dès l'enfance, Watson s'intéressa aux minéraux et aux fossiles et commença sa propre collection tout en fournissant des spécimens pour la vente dans la boutique de son oncle. Celui-ci, Henry Watson, sculptait le marbre à Bakewell et Ashford-in-the-Water depuis le début des années 1750. Il avait construit et possédait le moulin à eau d'Ashford-in-the-Water. Henry Watson est largement responsable de l'essor commercial de la fluorine locale, le Blue John, et du noir d'Ashford. C'est lui qui a fourni le magnifique pavement de marbre noir et blanc de la grande salle de Chatsworth House, en 1779. En quittant l'école de Sheffield à 14 ans, White Watson alla vivre avec son oncle qui le prit comme apprenti le 31 mai 1774. D'après son propre catalogue, conservé aujourd'hui à la bibliothèque de Sheffield, il commença officiellement sa collection de fossiles et de marbre la même année. En 1782 il faisait commerce de son travail de sculpteur et de graveur et aidait son oncle dans ses affaires.
Peut-être inspiré par les schémas de coupes stratigraphiques établis en 1782 par le géologue John Whitehurst pour la zone de Matlock, dans le Derbyshire, en 1785 Watson présenta à Whitehurst une « tablette » schématique, « Section d'une montagne du Derbyshire », faite d'échantillons des roches elles-mêmes. Cette méthode de présentation innovante ne démontrait pas seulement une compréhension précoce de la science nouvelle des couches géologiques, elle constituait aussi la première tentative de description de la structure stratigraphique du Derbyshire comme un tout, par opposition à celle de localités particulières comme Whitehurst l'avait fait. Au cours de sa vie, Watson devait produire une centaine de ces tablettes accompagnées de livrets explicatifs et ses papiers contiennent des croquis pour beaucoup plus. Malheureusement on a aujourd'hui perdu la trace de la plupart d'entre elles, bien qu'on sache qu'une quinzaine ont subsisté.
Henry Watson mourut en 1786 et son affaire d'Ashford-in-the-Water fut vendue. White Watson devint alors marbrier - pendant plusieurs années encore une part considérable de son commerce continua à se faire sur les pierres tombales et les marbres d'église monumentaux - et marchand de fossiles et de spécimens de roches dans son établissement de Bakewell, qu'il conserva comme boutique et musée pour sa collection jusqu'à sa mort. C'est principalement à White Watson que l'on doit la large commercialisation des objets fabriqués en noir d'Ashford - un calcaire imprégné de bitume qui lui donne sa noirceur luisante.
Au début des années 1790, Watson collabora avec William Martin (1767–1810) à un catalogue illustré des fossiles du calcaire carbonifère du Derbyshire. Watson avait essayé sans succès de trouver des fonds pour une publication de ce genre depuis 1790 et avait sorti cette année-là un Prospectus de catalogue et description de fossiles du Derbyshire, d'une page (aujourd'hui conservé à la bibliothèque centrale de Sheffield), qui en représentait l'esquisse (un second prospectus sur le même thème, réalisé en collaboration avec Martin, date de 1792). Cependant, après qu'ils eurent commencé à travailler ensemble sur le projet et rassemblé les fonds nécessaires à la publication, à partir de 1793 Martin se mit à travailler pour son propre compte, en utilisant les contributions de Watson au texte et ses planches d'accompagnement pratiquement sans le citer. Il en résulta que pour finir leur association se défit et Martin republia la série en 1809 sous son propre nom, en tant que premier volume de Petrificata Derbiensia, sans plus citer Watson du tout.
Watson fut élu membre de la Linnean Society of London en 1795 et le resta jusqu'à sa mort. Il fut également membre de la Société philosophique de Derby à partir de 1800, distingué par Georgiana Cavendish, duchesse de Devonshire et membre de la British Mineralogical Society.
En 1798 il transforma une grotte du parc de Chatsworth House en une caverne de cristal parsemée de fossiles, pour un coût de 110 livres sterling d'alors. À la suite de cela, il continua à travailler pour le domaine de Chatsworth. Initialement engagé pour cinq semaines entre avril et juin 1799, pour classer et ranger l'importante collection de minéraux entamée par la duchesse Georgiana, puis partiellement hébergée à Chiswick, il arrangea dans le même temps la collection minérale de la sœur de Georgiana, Henrietta Ponsonby, comtesse de Bessborough, à Cavendish Square.

### 1800-1835
Watson fut alors chargé, en 1804, du reste de la collection de Georgiana, la collection minérale de Chatsworth, à laquelle il ajouta pendant cette période un nombre d'éléments considérables tout en approfondissant sa compréhension des différents types de roches et de minéraux et de leurs relations. À cette époque Watson était une sorte de célébrité  dans les cercles d'histoire naturelle et recevait souvent des visiteurs pour sa collection à la maison de bains de Bakewell, où il vivait et agissait par ailleurs en tant que surintendant des Bains. L'un de ces visiteurs, J. Hunter, décrit Watson dans ses Collectiana Hunteriana (1804) : « M. Watson est d'une stature plutôt inférieure à la moyenne, le visage plat, célibataire et prend tous les soirs son verre d'alcool allongé d'eau à l'auberge de Bakewell. » Parmi les autres visiteurs remarquables, correspondants et acheteurs de spécimens ou de collections, on compte le baron Thomas Denman, Joseph Banks, William Buckland, Erasmus Darwin et James Sowerby, ainsi que l'illustre minéralogiste français Alexandre Brongniart.
En 1808 Watson épousa Ann Thorpe, de Buckminster (Leicestershire), parente d'Isaac Newton et alors âgée de 29 ans. Plus tôt dans l'année il avait produit une tablette montrant une coupe détaillée de la stratigraphie du Derbyshire sur une ligne de Buxton à Bolsover, qu'il présenta au duc de Devonshire le 20 février 1808. À partir de 1810 Watson fit plusieurs tablettes de cette coupe, dont une grande part à l'échelle d'1/2 pouce ou d'un pouce pour un mille, et publia sur cette base, en 1811, une œuvre de pionnier importante sur la géologie du Derbyshire, La Délimitation des strates du Derbyshire. Bien que conçues à un stade précoce et quelque peu primitif de la science géologique, ces sections sont remarquables de précision, décrivant une séquence de 36 niveaux stratigraphiques dans les roches du Derbyshire, avec en hors-texte une longue coupe de presque toute la largeur du Derbyshire. Ainsi les tablettes, croquis et notes de Watson montrent clairement qu'il était au fait de et en accord avec les théories géologiques et la classification des roches d'Abraham Werner, dont La Délimitation inclut quelques discussions. Les papiers personnels de Watson à partir de 1800 incluent un Catalogue d'une collection systématique de fossiles organisé selon le système de M. Werner.
Plusieurs autres coupes selon diverses lignes au travers du Derbyshire furent publiées de 1813 à 1831, en même temps que de nombreuses coupes géologiques localisées de pics et de falaises comme Mam Tor. Une brochure de 1813, Section des strates au voisinage de Matlock Bath, polémiquait contre John Farey (1766–1826), un arpenteur et géologue contemporain qui avait réalisé une carte géologique, Vue générale de l'agriculture et des minéraux du Derbyshire, au début de 1811 (avant la Délimitation de Watson). Travaillant indépendamment et sans beaucoup d'informations autres que celles issues de leurs propres observations, Watson et Farey divergeaient considérablement sur les détails de la structure géologique du Derbyshire ; Watson avait bien compris que les paysages de montagne du Derbyshire résultaient d'une activité volcanique souterraine, à l'opposé de l'assertion de Farey selon laquelle ils s'étaient formés sous l'effet d'une « attraction satellitaire du dessus. » Cependant, ni les différents théoriques ni les accusations d'appropriation d'idées lancées par Farey ne les empêchèrent de discuter leurs résultats au cours de plusieurs réunions à Bakewell autour de 1811.
En 1825, année de la mort d'Ann, la carte de visite de Watson affirme qu'il « réalise monuments, tombes etc., donne leçons de géologie et minéralogie et fournit des collections, donne des informations aux antiquaires et de l'amusement aux botanistes ». C'est probablement la même année que Watson réalisa un inhabituel schéma stratigraphique circulaire, « Délimitation des dix plus profondes STRATES découvertes jusqu'ici dans les DISTRICTS MINIERS du DERBYSHIRE ». Les strates géologiques y sont ordonnées en cercles presque concentriques depuis les roches les plus anciennes vers le centre jusqu'aux roches plus jeunes en des points près du bord marqués des différents noms de lieu du Derbyshire où les strates ont été repérées. Ces points sont à des distances variables du centre en fonction de la complexité de la stratification.
Plus tard dans sa vie, Watson conçut à la demande du duc de Rutland des améliorations pour les bains de Bakewell, où il résidait. Le duc voulait faire de Bakewell une station balnéaire à la mode. Bien que le projet ait finalement échoué, Watson avait la responsabilité des jardins qui furent aménagés dans la ville dans le cadre du plan d'ensemble, aménagements qui subsistent largement aujourd'hui.
En dépit de toutes ses activités, Watson resta toujours endetté et à sa mort luttait encore pour payer ses factures en vendant une grande partie de sa collection de fossiles. Comme le note son biographe Trevor D. Ford à propos de son journal de caisse de 1796-1833, qui nous est resté, « si les écritures sont vraiment un registre complet de ses revenus et dépenses, il fut souvent proche de la faillite ! »
White Watson mourut à Bakewell le 8 août 1835 et fut enterré au cimetière de Bakewell. Il ne laissait pas d'enfants.

## Œuvre

### Œuvres subsistantes

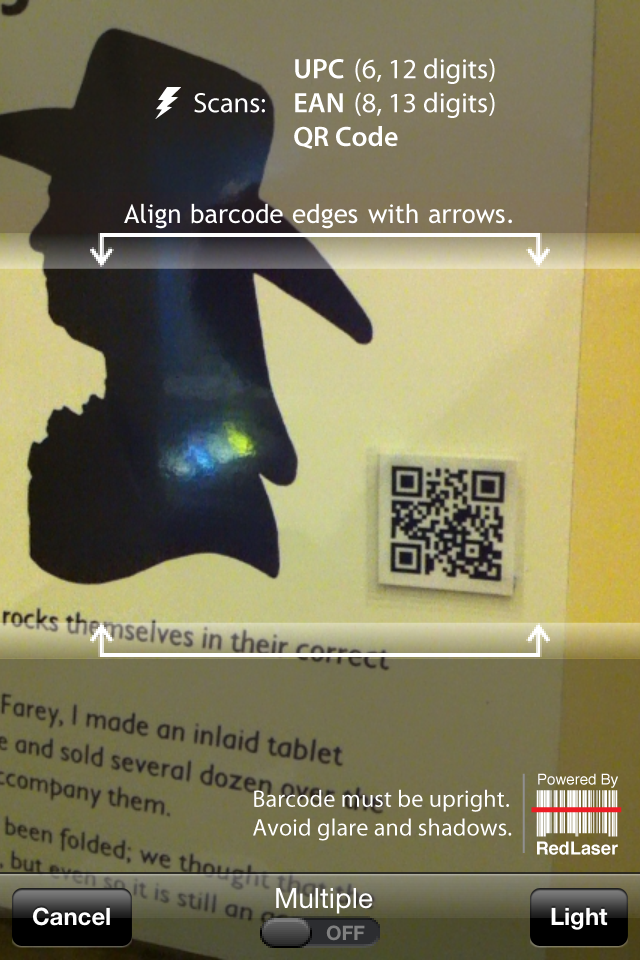
Panneau de présentation de White Watson au musée de Derby avec un code QR permettant aux visiteurs de lire l'article de Wikipédia qui lui est consacré.

Ses collections furent dispersées et vendues à sa mort. Cependant des exemples de son travail du marbre et du calcaire nous restent dans le tombeau de la famille Foljambe à l'église de Bakewell, une plaque de 1789 pour George III à la Chapelle Saint-Georges de Windsor et les tablettes géologiques subsistantes connues. Ses tablettes d'une Section d'une montagne du Derbyshire et d'une Section d'une curieuse strate curviligne d'Ecton Hill sont maintenant au musée de Derby, de même que plusieurs autres.
Les autres tablettes qui nous sont parvenues, dont des copies d'époque de celles du musée de Derby, se trouvent au musée d'histoire naturelle de Londres, au musée d'histoire naturelle de l'université d'Oxford, à Chatsworth House, au musée de Manchester et au musée de Leicester. Le catalogue manuscrit de la collection minérale de Chatsworth est toujours conservée à Chatsworth House, de même que beaucoup des spécimens qu'il y apporta. Malgré des années de négligence, la collection elle-même, qui inclut de nombreux spécimens de Watson, a été en grande partie reconstituée après plus de 10 ans de restauration difficile par la société Russell. Son Catalogue des caractères externes des fossiles de 1798, découvert pendant ce travail de restauration, est aussi détenu par Chatsworth House. Ses journaux des années 1780-1831 sont dans la collection Bagshawe à la bibliothèque de Sheffield, ainsi que ses catalogues de fossiles. D'autres papiers personnels, notes et croquis, de même que de nombreux matériaux non publiés, sont détenus par les bibliothèques de Sheffield et de Derby, de même pour cette dernière qu'un album de silhouettes préparatoires de 1806.

### Publications
Liste incomplète des œuvres publiées (hormis les explications accompagnant les coupes et les cartes) :
- Observations on Bakewell, après 1798
- A Catalogue of a Collection of Limestones, 1803
- A Catalogue of a Collection of Limestones, 1805
- A Catalogue of a Collection of Limestones, 1805
- A Catalogue of a Collection of Fossils, 1805
- A Delineation of the Strata of Derbyshire, 1811, réimp. 1973  (ISBN 0903485060)
- une collection de poèmes de 1812 (conçue pour accompagner la Delineation ci-dessus)
- A Section of the Strata forming the Surface in the Vicinity of Matlock Bath in Derbyshire, 1813
- On Entrochal Marble, opuscule d'une page, 1826
- A Theory on the Formation of Mineral Veins, opuscule d'une page, 1827
- A Description of Slickensides, opuscule d'une page, 1829
- Observations on Prismatic Gritstone, opuscule d'une page, 1833